# Uraninit
Uraninit, uranov smolovec ali uranova svetlica je pogost uranov mineral iz razreda oksidov in hidroksidov s kemijsko formulo UO2. Mineral kristalizira v kubičnem kristalnem sistemu. Kristali imajo obliko kocke ali oktaedra ali njune kombinacije, lahko pa so tudi grozdičasti, ledvičasti, zrnati ali masivni skupki sive, črne ali rjave barve. 

## Posebnosti
Uraninit je zaradi velike vsebnosti urana močno radioaktiven, zato je pri ravnanju z njim potrebna ustrezna zaščitna oprema. Njegova specifična aktivnost je približno 157,788 kBq/g (aktivnost kalija je na primer samo 31,2 Bq/g).
Uraninit je praviloma metamikten, se pravi da je njegova kristalna struktura  zaradi lastne radioaktivnosti delno ali celo popolnoma porušena. Zanimivo je, da hitro preperava, zato ima zelo različno trdnost in gostoto, ki pogosto pade pod 7 g/cm3. Uraninit je zaradi razpadnih produktov, na primer avtunita in torbernita, živahno rdeče, rumeno, včasih tudi zeleno obarvan. 
Uraninit včasih tvori epitaksije s kolumbitom in je končni člen niza trdnih raztopin uraninit-torianit. Uraninit s primesmi torija je brogerit. Mlajši uraniniti imajo steklast do smolast sijaj. S staranjem postaja njihov sijaj vedno bolj kovinski, med preperavanjem in metamorfiranjem pa kovinski sijaj postopoma izgine. 

## Odkritje in poimenovanje
Imeni uranov smolovec in uranova svetlica se uporabljata za koloformne skupke s kemično sestavo U3O8,včasih tudi U3O7. Skupki so pogosto črno obarvani in imajo masten sijaj in so zato zelo podobni smoli.
Imeni izvirata iz rudnikov srebra v hribovju Krušné hory/Erzgebirge na češko-nemški meji.  Črno smolasto kamenje za rudarje ni imelo nobene vrednosti in so ga imeli za jalovino.  Kamenje bi po videzu in zaradi velike gostote sicer lahko vsebovalo kovine, vendar jih z obstoječim znanjem niso znali pridobiti, tako kot niso znali prdobiti cinka iz cinkove svetlice. 
Kakšne posledice je imela njegova radioaktivnost za zdravje rudarjev ni znano. 
Kasneje so na starih odlagališčih jalovine odkrili različno obarvane oksidacijske produkte uranove rude in jih zaradi lepih barv začeli uporabljati za slikarske barve. Ko so porabili vse zaloge že oksidirane rude, so začeli barve na veliko proizvajati iz neoksidirane rude. Nekatere stare slike so zaradi teh barv še vedno močno radioaktivne. 
Tipsko nahajališče  uraninita je rudišče Jáchymov (Češka republika), kjer ga je leta 1727 opisal F.E. Brückmann, vendar so ga poznali že pred tem. Uranova svetlica, v kateri je M.H. Klaproth odkril uran, je bila iz Johanngeorgenstadta na saški strani Erzgebirge. Vzorci, na katerih je A.H. Becquerel leta 1896 odkril radioaktivnost, niso bili uranova svetlica, kot se pogosto trdi, ampak umetne uranove spojine. Poljska kemičarka in Nobelova nagrajenka Marie Skłodowska-Curie je za svoje raziskave in odkritje uranovih razpadnih produktov polonija in radija sprva uporabljala uranovo svetlico. Zaradi nižjih stroškov je uporabljala predvsem jalovino iz proizvodnje uranovih barv v Jáchymovu. Tona odpadkov je vsebovala približno 0,1 g radija.

## Nahajališča
Uraninit je najpomembnejša uranova ruda. Pomembna nahajališča uranovega smolovca so v Kanadi (Veliko medvedje jezero, Severozahodni teritoriji, kjer je pomešan s srebrom, in severni Saskatchewan). Pojavlja se tudi v  Avstraliji, Nemčiji(Erzbebirge), Češki (Jáchymov), Veliki Britaniji in ZDA.
V Sloveniji je nahajališče uraninita v Žirovskem vrhu v Poljanski dolini.

## Struktura
Uraninit kristalizira v kubičnem kristalnem sistemu v prostorski skupini F m3m z mrežnim parametrom a = 5,47 Å in štirimi elementi v osnovni celici (Z = 4). Njegova kristalna struktura je enaka strukturi fluorita (CaF2). Uranovi kationi U4+ tvorijo najgostejši kubični zlog, oksidni anioni pa zasedajo tetraedrske praznine, tako da je vsak atom kisika obkrožen s štirimi atomi urana v obliki tetraedra. Uranovi kationi imajo zato koordinacijsko število 8, koordinacijski polieder pa ima obliko kocke.

## Uporaba
Uraninit je gospodarsko najpomembnejša uranova ruda. V 19. in zgodnjem 20. stoletju so ga uporabjali za proizvodnjo barvnih pigmentov in radija. V obdobju hladne vojne je poraba urana za proizvodnjo jedrskega orožje in plutonija daleč presegla porabo v jedrskih elektrarnah. Takšni trendi so se obrnili šele po letu 1970. Politične spremembe po letu 1989 so povzročile izrazit padec proizvodnje urana, ker je proizvodnja jedrskega orožja obeh velesil izgubila svojo vlogo, poleg tega pa so se na obeh straneh sprostile velike strateške rezerve.

## Vira
- Petr Korbel; Milan Novák (2002). Mineralien Enzyklopädie. Nebel Verlag GmbH, Eggolsheim. str. 108. ISBN 3-89555-076-0.
- Martin Okrusch; Siegfried Matthes (2005). Mineralogie: Eine Einführung in die spezielle Mineralogie, Petrologie und Lagerstättenkunde (7 izd.). Springer Verlag, Berlin, Heidelberg, New York. str. 57. ISBN 3-540-23812-3.